# Szábet El-Batal
Szábet el-Batal (arabul: ثابت البطل); (Gíza, 1953. szeptember 16. – Kairó, 2005. február 14.) egyiptomi válogatott labdarúgókapus. 

## Pályafutása

### Klubcsapatban
1973 és 1991 között az el-Ahlí játékosa volt, melynek tagjaként tizenegy bajnoki címet (1975, 1976, 1977, 1979, 1980, 1981, 1982, 1985, 1986, 1987, 1989) szerzett és két alkalommal (1982, 1987) nyerte meg a bajnokcsapatok Afrika-kupáját. 

### A válogatottban
1974 és 1990 között 87 alkalommal szerepelt az egyiptomi válogatottban. Részt vett az 1990-es világbajnokságon, ahol Ahmed Subajr és Ajman Táher mögött harmadik számú kapusnak számított. A Hollandia, az Írország és az Anglia elleni csoportmérkőzésen a kispadon foglalt helyet. Tagja volt az 1986-os afrikai nemzetek kupáján aranyérmet szerző válogatott keretének és részt vett az 1984-es és az 1990-es afrikai nemzetek kupáján.

### Halála
Hosszan tartó, súlyos betegséget követően hunyt el 2005. február 14-én, 51 éves korában.

## Sikerei, díjai
el-Ahlí SC
- Egyiptomi bajnok (11): 1974–75, 1975–76, 1976–77, 1978–79, 1979–80, 1980–81, 1981–82, 1984–85, 1985–86, 1986–87, 1988-1989
- Bajnokcsapatok Afrika-kupája győztes (2): 1982, 1987
- Kupagyőztesek Afrika-kupája győztes (3): 1984, 1985, 1986
- Afro-ázsiai klubok kupája győztes (1): 1988

Egyiptom
- Afrikai nemzetek kupája győztes (1): 1986